# Mats B
Mats Birger Rindeskär, född 27 september 1951 i Ludvika och död 18 april 2009 i Stockholm, var en svensk konstnär, konstskribent, konstkritiker och  kurator, uppväxt i Ludvika. 
Mats B, vilket är hans konstnärsnamn, var i början av 1970-talet en av de första i Sverige att intressera sig för konceptkonst och Fluxus, två konstyttringar som likt patafysiken följde honom genom hela hans karriär. Han arbetade som redaktör för, samt medverkade i ett flertal konsttidskrifter genom åren, bl.a. Kalejdoskop (tidning), Konstperspektiv och den danska konsttidskriften North. Åren 1981-83 var Mats B redaktör för Moderna Museets tidskrift Tidskriften Moderna Museet. Under början av 1980-talet arbetar han för konstsamlaren Fredrik Roos som rådgivare vid inköp av svensk samtidskonst. 1986 fick han uppdraget som kurator för den nordiska paviljongen på Venedigbiennalen. På senare år kom han att engagera sig i Vestrogotiska Patafysiska Institutet och samarbetade bl.a. med konstnärerna Peter Johansson och Dan Wolgers. Han gav ut ett 10-tal böcker från 1973 och framåt, flera av dem så kallade artists' books. Hans första bok, Easter in Paris, gavs ut 1973 i sex handgjorda exemplar. Samma år utgav han Vet snut hut? Vett snutt hutt! på Bo Cavefors bokförlag och 1975 publicerade han essäsamlingen För en idébaserad konst med texter om bland andra Ad Reinhardt, Piero Manzoni och Lawrence Weiner.